# Roeburndale
Roeburndale is een civil parish in het bestuurlijke gebied Lancaster, in het Engelse graafschap Lancashire met 76 inwoners.